# Estación de Corumbá
La Estación Ferroviaria de Corumbá fue una construcción destinada al embarque o desembarque de pasajeros de trenes y, de modo secundario, al cargado y descargado de mercancías transportadas. Usualmente se componía de un edificio para pasajeros (y posiblemente para cargas también), además de otras instalaciones asociadas al funcionamiento del ferrocarril.

## Historia
La Estación Ferroviaria de Corumbá forma parte de la línea Y. F. Itapura-Corumbá, que fue abierta a partir de 1912. A pesar de esto, por dificultades técnicas y financieras, había cerca de 200 km de raíles pendientes de ser finalizados (tramos Jupiá-Agua Clara y Pedro Celestino-Porto Esperança), hecho que ocurrió poco después de octubre de 1914. En 1917 el ferrocarril es fusionado con el tramo del Ferrocarril Noroeste de Brasil (NOB), que era el tramo paulista Bauru-Itapura.
Después de 46 años a pleno rendimiento, 40 años después de llegar a Porto Esperança, los raíles de la Noroeste llegan a Corumbá, en la Frontera con Bolivia, el 15 de diciembre de 1952. Desde ese momento hasta unos años después, se comenzó a hacer la conexión con la línea férrea boliviana hasta Santa Cruz de la Sierra. En la estación de Corumbá existía también un sector para el embarque en los trenes bolivianos que llegaban hasta allí (actualmente no hay informaciones sobre la existencia del mismo). Según relatos de Jorge Katurchi en una entrevista al Diário Corumbaense que fue publicada el 24 de marzo de 2009, que estaba en el primer viaje oficial del tren de pasajeros el 15 de  marzo de 1953 (90 días después de la inauguración de la estación). Katurchi se embarcó en la estación de Urucum. En 1975 la línea es incorporada como una subdivisión de la RFFSA y en 1984 (así como en los años 80 entero) la estación seguía operando con gran cantidad de operaciones.
Los trenes de pasajeros del Noroeste a Corumbá fueron desactivados, siendo finalmente privatizada a partir de 1992 y entregada en concesión a la Novoeste definitivamente en 1996. En 2006 la línea es adquirida por la ALL y hasta noviembre del mismo año el Tren del Pantanal no había iniciado las obras para su retorno, hecho que ocurriría en mayo de 2009, estando la línea hasta 2011 solo operada hasta Aquidauana.